# 落合淳思
落合 淳思（おちあい あつし、1974年 - ）は、古代中国学者、立命館大学助教。愛知県生まれ。1997年立命館大学文学部東洋史学専攻卒、2001年同大学院文学研究科史学専攻修了、「殷王世系研究」で文学博士。立命館白川静記念東洋文字文化研究所客員研究員、2009年立命館大学助教。

## 著書
- 『殷王世系研究』立命館東洋史學會〈立命館東洋史學會叢書〉、2002年
- 『甲骨文字の読み方』講談社〈講談社現代新書〉、2007年
- 『甲骨文字に歴史をよむ』筑摩書房〈ちくま新書〉、2008年
- 『古代中国の虚像と実像』講談社〈講談社現代新書〉、2009年
- 『甲骨文字小字典』筑摩書房〈筑摩選書〉、2011年
- 『殷代史研究』朋友書店、2012年
- 『漢字の成り立ち 『説文解字』から最先端の研究まで』筑摩書房〈筑摩選書〉、2014年
- 『殷　中国史最古の王朝』中央公論新社〈中公新書〉、2015年
- 『甲骨文字辞典』朋友書店、2016年
- 『十五種甲骨集同片綴合表』朋友書店、2018年
- 『漢字の字形 : 甲骨文字から篆書、楷書へ』中央公論新社〈中公新書〉、2019年
- 『漢字字形史小字典』東方書店、2019年、改題増補改訂版『漢字字形史字典 : 教育漢字対応版』、2022年
- 『漢字の構造 : 古代中国の社会と文化』中央公論新社〈中公選書〉、2020年
- 『漢字の音　中国から日本、古代から現代へ』東方書店〈東方選書〉、2022年
- 『漢字の成り立ち図解』人文書院、2022年
- 『古代中国説話と真相』筑摩書房〈筑摩選書〉、2023年
- 『部首の誕生：漢字がうつす古代中国』KADOKAWA〈角川新書〉、2024年

## 注
1. ↑  『殷』中公新書、著者紹介
2. ↑  研究者情報